# Río Ambleve
El río Ambleve (en alemán: Amel; en francés: Amblève) es un río de Bélgica situado en la provincia de Lieja. Nace en el Honsfeld de las Hautes Fagnes, en el municipio de Büllingen, a una altitud de aproximadamente 600 metros. Desemboca en el río Ourthe, cerca de Comblain-au-Pont.
Riega los municipios de Amel, Waimes, Malmedy, Stavelot, Trois-Ponts, Stoumont, Aywaille y Comblain-au-Pont.

## Etimología
El nombre Amblève podría significar "río de los alisos" y provendría del germánico "ambla" = "aliso" y "ah va" = "agua".

## Caudal
El caudal medio observado en Comblain-au-Pont entre 1995 y 2004 es de 19,5 m³/s. Durante el mismo periodo se ha registrado:
- un máximo medio de 24,96 m³ en 2002;
- un mínimo medio de 11,4 m³ en 1996.

## Afluentes
Los principales afluentes del Ambleve son:
- El Warche, por la derecha
- El Eau Rouge, por la derecha
- El Salm, por la izquierda
- El Roannay
- El Lienne, por la izquierda
- El Ninglinspo, por la derecha
- El Rubicón, por la derecha

## Lugares de interés

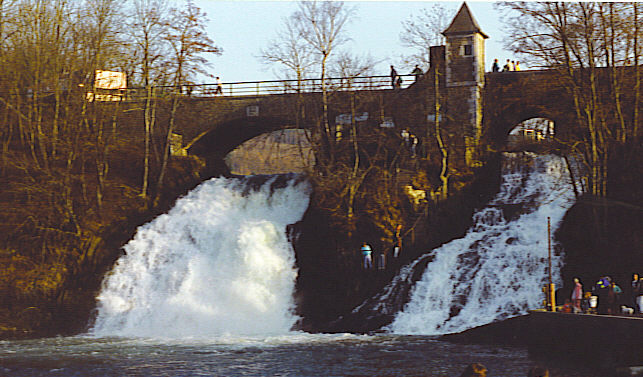
Cascada de Coo

En el siglo XVII, los monjes de la Abadía de Stavelot cortaron un meandro en Coo  y crearon así una de las cascadas más altas de Bélgica (13 o 15 metros de desnivel), que se empleó para activar un molino y para proteger al pueblo de Coo de las inundaciones. Hoy, el antiguo meandro sirve para alimentar una pequeña central hidroeléctrica y la cascada pasó a ser una importante atracción turística.
Al sur de la aldea de Nonceveux, entre los riachuelos Ninglinspo y Chefna, se encuentra el estrecho de Fonds de Quarreux. El corriente ha erosionado la pizarra, dejando al descubierto rocas más resistentes de cuarcita, creando así los rápidos más interesantes de las Ardenas para el piragüismo.